# Tapinoma sahohime
Tapinoma sahohime este o specie de furnică din genul Tapinoma. Descrisă de Terayama în 2013, specia este endemică în Japonia.